# 钨酸银
钨酸银是一种无机化合物，化学式为Ag2WO4。它可通过将钨酸钠溶液滴加至硝酸银溶液得到：
Na2WO4 + 2 AgNO3 → Ag2WO4↓ + 2 NaNO3
它在高温分解，生成银和钨的氧化物；它在高温被氢气还原，得到银和钨。它和碘化汞按不同比例加热反应，可以得到钨酸汞和碘化银（或碘化汞银）。